# Andrej Jurjevics Szolomatyin
Andrej Jurjevics Szolomatyin (oroszul: Андрей Юрьевич Соломатин; Moszkva, 1975. szeptember 9. –) orosz válogatott labdarúgó. 

## Pályafutása

### Klubcsapatban
Moszkvában született. 1992-ben a Torpedo Moszkva színeiben mutatkozott be. Pályafutása nagy részét a Lokomotyiv Moszkva és a CSZKA Moszkva csapatában töltötte. Egyszeres bajnok és ötszörös kupagyőztes. Később játszott még a Kubany Krasznodar, a dél-koreai Seongnam FC, az ukrán Obolony Kijiv, a Krilja Szovetov Szamara, a Szpartak Nyizsnyij Novgorod és az Anzsi Mahacskala csapatában.

### A válogatottban
1998 és 2003 között 13 alkalommal játszott az orosz válogatottban és 1 gólt szerzett. Részt vett a 2002-es világbajnokságon.

#### Gólja a válogatottban
| Dátum           | Helyszín             | Ellenfél         | Eredmény | Végeredmény | Kiírás  |
| --------------- | -------------------- | ---------------- | -------- | ----------- | ------- |
| 2002. május 17. | Moszkva, Oroszország | Fehéroroszország | 1–1      | 1–1         | LG-kupa |

## Sikerei, díjai
Lokomotyiv Moszkva
- Orosz bajnok (1): 2003
- Orosz kupa (4): 1995–96, 1996–97, 1999–2000, 2000–01

CSZKA Moszkva
- Orosz kupa (1): 2001–02